# 나이트워치 (1997년 영화)
《나이트워치》(영어: Nightwatch)는 1997년 개봉한 미국의 공포 스릴러 영화이다. 올레 보르네달이 본인의 1994년 덴마크 공포 스릴러 영화 《나이트워치》(덴마크어: Nattevagten)를 직접 리메이크하였다.

## 줄거리
법대생 마틴 벨스는 병원 영안실 야간 경비원으로 고용된다. 얼마 지나지 않아 시간증 연쇄 살인마에 의해 잔혹하게 살해된 매춘부들의 시신이 발견되고, 사건 담당 토머스 크레이 경위는 마틴을 주요 용의자로 지목한다. 수사가 진행되는 동안 마틴은 진짜 범인을 암시하는 단서들을 조금씩 발견해 나가기 시작한다. 마틴은 자신의 무고함을 밝히고 진범을 찾아야 하는 상황에 놓인다.

## 출연
- 이완 맥그리거 - 마틴 벨스 역
- 퍼트리샤 아켓 - 캐서린 역
- 조시 브롤린 - 제임스 크리스천 골먼 역
- 로런 그레이엄 - 마리 역
- 닉 놀티 - 토머스 크레이 경위 역
- 브래드 도리프 - 당직 의사 역
- 앨릭스 커롬제이 - 조이스 역
- 로니 채프먼 - 나이 든 경비 역
- 로버트 러사도 - 퍼브 불량배 역
- 래리 시더 - 종업원 역 (크레디트 미기재)
- 잔드라 헤스 - 학생 역 (크레디트 미기재)
- 존 C. 라일리 - 빌 데이비스 부경위 역 (크레디트 미기재)
- 브래들리 그레그 - 연극 배우 역 (크레디트 미기재)

## 기타 제작진
- 라인 제작: 대니얼 루피
- 미술: 리처드 후버
- 의상: 루이즈 밍건바크
- 배역: 리처드 퍼가노